# Texas Creek (Fraser River)
Der Texas Creek ist ein mittelgroßer rechter Nebenfluss des Fraser Rivers in der Region Fraser Canyon, etwa 16 Meilen flussabwärts von der Stadt Lillooet in der kanadischen Provinz British Columbia gelegen. Texas Creek ist auch der Name des ländlichen Viertels im Bereich des Baches und der Texas Creek Ranch, die zu den größeren Betrieben gehört.

## Flusslauf
Der Flusslauf ist sehr gebirgig, er entspringt in den höher gelegenen Becken der nordöstlichen Lillooet Ranges und stürzt den größten Teil seines Laufs durch einen steilen Canyon, der nur durch flankierende Ebenen am Fuße der Berge unterbrochen wird, wo sich die ländliche Gemeinde in diesem Gebiet befindet. Der obere Canyon ist breit genug, um den Bau von Straßen zu ermöglichen, und Holzfällerstraßen führen zu den höchsten Becken. Bergbaustraßen und Jagdpfade führen über die Gebirgskette in die Wildnis des Stein-River-Beckens und entlang der Bergrücken zu anderen hohen Gipfeln der Lillooet Ranges im Norden und Süden.
Die Gemeinde ist eine Satellitengemeinde von Lillooet, und ihre Einwohner sind in der lokalen Verwaltung als Teil des Wahlgebiets „B“ des Squamish-Lillooet Regional Districts vertreten.

## Geschichte
Der Bach liegt auf dem Gebiet der St'at'imc, und in der unmittelbaren Umgebung befinden sich einige Indianerreservate, in der Regel die der T'it'q'et First Nation oder südlich davon die der Nlaka'pamux-Bands. Obwohl es keine Legenden gibt, die von den Ereignissen berichten, ist der Ort in der Vorgeschichte der St'at'imc von Bedeutung, da er der Ort eines gewaltigen Erdrutsches war, der den Fraser über hundert Meilen und mehr zurückstaute. Der See, der durch dieses Ereignis entstand, beherbergte ein großes Dorf in der Nähe von Keatley Creek, etwa 30 Meilen flussaufwärts im Gebiet von Glen Fraser und deutlich höher gelegen als die Stadt Lillooet (die zu dieser Zeit unter Wasser gestanden hätte), und man nimmt an, dass er verschwand, als der natürliche Damm, der den See verursachte, schließlich nachgab, wobei die letzte bekannte Besiedlung dieses Dorfes um das Jahr 1000 n. Chr. erfolgte.